# تدافع نهائي كأس الخليج العربي 2023
كان تدافع نهائي كأس الخليج العربي 2023 تدافعًا مكتظًا وقع في 19 كانون الثاني/يناير 2023 خارج ملعب جذع النخلة في البصرة قبل نهائي كأس الخليج العربي 2023 بين العراق وعمان. وتسبب في ذلك عن طريق مشجعين حاولوا دخول الملعب رغم عدم حيازتهم تذاكر مما أدى إلى سقوط أربعة قتلى وأكثر من 80 إصابة بعضها كانت حرجة. كانت هذه أسوأ كارثة كرة قدم في العراق منذ الاحتلال الأمريكي للعراق والإطاحة بنظام صدام حسين.

## خلفية
ووقع التدافع خارج ملعب جذع النخلة بالعراق قبل مبارة نهائي كأس الخليج العربي 2023 بين العراق وعمان. حدث ذلك عندما انتظر الآلاف من المشجعين دون تذاكر خارج الملعب منذ الفجر على أمل مشاهدة مباراة دولية نادرة على أرضهم، مما أسفر عن سقوط أربعة قتلى وأكثر من 80 إصابة، بعضها كانت حرجة.

## الأحداث
في يوم الخميس الموافق 19 كانون الثاني/يناير 2023، لقي أربعة أشخاص مصرعهم في تدافع أثناء محاولة حشود دخول الملعب. المباراة كانت إحدى مباريات كأس الخليج العربي 25 بين العراق وعمان، والتي كانت مكتظة بالمشجعين. وأقيمت المباراة مساء الخميس، وفاز منتخب العراق بالبطولة بعد فوزه على عمان 3−2. وشجعت وزارة الداخلية العراقية في بيان رسمي أي شخص ليس لديه تذاكر للنهائي عليه مغادرة المنطقة المحيطة بالملعب. وذكرت أن الملعب كان ممتلئا بالكامل وأن جميع البوابات قد أغلقت. على الرغم من التدافع المأساوي، لُعبت المباراة كما هو مخطط لها.